# Music Sounds Better with You
"Music Sounds Better with You" foi o único single produzido pelo grupo francês de french house Stardust, composto pelos produtores Thomas Bangalter (ex Daft Punk), Alan Braxe, e Benjamin Diamond.
A música foi construída utilizando como base um sample da faixa "Fate" de Chaka Khan, e gravada no "Daft House", um estúdio caseiro utilizado por Thomas Bangalter, sendo lançada pelo selo Roulé, também fundado por Bangalter em 20 julho de 1998. Com o aumento da demanda pelo single, o mesmo foi relançado pela Virgin Records, rendendo a venda de duas milhões de cópias nos formatos vinil e CD.
Na época do lançamento, "Music Sounds Better with You" liderou as paradas da Billboard nos Estados Unidos por duas semanas, recebendo duas vezes certificação platina no Reino Unido, disco de ouro na Bélgica, e disco de prata na França. A música também foi acompanhada por um videoclipe, produzido por Michel Gondry.
Em 2013, "Music Sounds Better with You" foi incluída na trilha sonora de Grand Theft Auto V.

## Créditos
- Alan Braxe – produção, composição, mixagem
- Benjamin Diamond – vocais, composição
- Thomas Bangalter - produção, composição, guitarra, mixagem